# Mina in studio (2001-2021)
Mina in studio (2001-2021) è un album della cantante italiana Mina, pubblicato nel 2022 dalla PDU.
Il disco è stato pubblicato su vinile, su nastro analogico e - a partire dal 12 dicembre 2022 - anche su chiavetta USB.

## Descrizione
L'album doppio presenta undici canzoni, rimasterizzate, tratte dal DVD Mina in Studio pubblicato nel 2001. Accarezzame, è stata registrata live in studio nel 2021.

## Musicisti e tecnici accreditati
Diretto ed Orchestrato da: Gianni Ferrio

Coro: Massimo Bozzi, Manu Cortesi, Giulia Fasolino, Moreno Ferrara, Mina, Massimiliano Pani, Silvio Pozzoli, Paul Rosette

Chitarre: Andrea Braido

Basso, Contrabbasso: Massimo Moriconi

Batteria: Alfredo Golino

Percussioni: Stefano Pisetta

Tastiere, Fisarmonica: Danilo Rea

Primo violino: Anthony Flint

Violini: Fabio Arnaboldi, Crista Bohny-Nidecker, Barbara Ciannamea, Duilio Galfetti, Hans Liviabella, Irina Roukavitsina, Cristina Tavazzi Savoldo, Walter Zagato

Viole: Loredana Botta, Gian Paolo Guatteri, Matthias Müller

Violoncelli: Christian Bellisario, Jennifer Flint, Johann Sebastian Paetsch

Contrabbassi: Ermanno Ferrari, Umberto Ferrari

Tecnico di registrazione e missaggio: Carmine Di

## Tracce

### LP 1
Lato A
1. Tu sì 'na cosa grande – 4:24 (Domenico Modugno, Roberto Gigli)
2. Oggi sono io – 3:51 (Alex Britti)
3. Come hai fatto – 4:38 (Domenico Modugno)

Lato B
1. Tres Palabras – 4:00 (Osvaldo Farrés)
2. La Barca – 3:56 (Roberto Cantoral)
3. Espérame En El Cielo – 3:45 (Paquito López Vidal)

### LP 2
Lato A
1. Blue Moon – 5:47 (testo: Lorenz Hart – musica: Richard Rodgers)
2. The Nearness of You – 3:03 (testo: Ned Washington – musica: Hoagy Carmichael)
3. Ill Wind – 4:43 (testo: Harold Arlen – musica: Ted Koehler)

Lato B
1. Pasqualino Marajà – 4:26 (Domenico Modugno, Franco Migliacci)
2. Accarezzame – 4:45 (testo: Nisa – musica: Pino Calvi)